# Christian Gottlieb Deckmann
Christian Gottlieb Deckmann (* 8. April 1798 in Rendsburg; † 24. Februar 1837 in Kiel) war ein deutscher Chirurg, Anatom und Hochschullehrer.

## Leben
Als eines von vielen Kindern eines Schneidermeisters wuchs Deckmann in bescheidenen Verhältnissen auf. Schon sehr früh an  Medizin interessiert, bewarb er sich deshalb nach der Schule um die niederste Chirurgenstelle beim Rendsburger Militär. Vom Regimentschirurgen gefördert, wurde er kurzzeitig an die Christian-Albrechts-Universität Kiel und 1820 für einige Jahre an die Königliche Chirurgische Akademie beurlaubt. Er bestand nicht nur die dortige Abschlussprüfung, sondern auch das medizinische Amtsexamen vor der Medizinischen Fakultät der Universität Kopenhagen mit Auszeichnung. Wieder in Kiel, wurde er zum Dr. med. promoviert. Nachdem er im Frühjahr 1824 Carl Ferdinand Suadicanis große Arztpraxis in Schleswig übernommen hatte, kam Deckmann zu Ansehen und Wohlstand. Er heiratete die Rendsburgerin Franke, die ihm zwei Töchter schenkte und früh verstarb. Auf Empfehlung von Adolph Friedrich Lüders, dem Direktor von Kiels akademischem Krankenhaus, wurde Deckmann im Oktober 1829 in Kiel a.o. Professor und Prosektor. In Präparierkursen und Vorlesungen unterrichtete er Studenten in Anatomie und Chirurgie. Daneben suchte er „das fast ganz erloschene allgemeinere Studium der Anthropologie“ zu beleben. Im Januar 1830 half er Rudolf Wiedemann bei der zweiten Kaiserschnittentbindung einer Holsteinerin. Im Dezember 1833 wurde Deckmann zum o. Professor und Leiter des Kieler Friedrichshospitals ernannt. Nachdem er 1833 und 1834 Blutstürze überlebt hatte, war er 1835/36 in Italien. Als er kurz vor seinem 39. Geburtstag gestorben war, brachten ihm Kollegen und Studenten ein Akademisches Leichenbegängnis. Der Senat gab eine Denkschrift zu seinen Ehren heraus.